# Lamont Young
Lamont H. Young (1851 – 1880) byl australský topograf.

## Zmizení
V roce 1880 prozkoumával nová zlatá pole v oblasti Bermagui v Novém Jižním Walesu. Spolu se svým asistentem a dalšími muži se vydal na malé lodi hledat více na sever. Všech pět lidí dne 10. října 1880 zmizelo. Ráno toho dne byla loď viděna na moři, patrně jen s jedním mužem na palubě, avšak později toho dne byla nalezena uvízlá ve skalách bez posádky. Na lodi byly nalezeny různé Youngovy knihy a další osobní majetek. Přes následné pátrání nebyl nikdo ze ztracené posádky nalezen. Záliv, v němž došlo ke ztroskotání, později dostal název Mystery Bay. V roce 1980 zde byl odhalen památník připomínající sté výročí Youngova zmizení. Spisovatel Arthur Upfield se nechal příběhem inspirovat ve svém detektivním románu The Mystery of Swordfish Reef.